# Maxime Arvin-Berod
Maxime Arvin-Berod, né le 19 août 1991 à Saint-Renan (Finistère), est un handballeur français.
Il est fan des handballeurs Uwe Gensheimer et Lars Christiansen.

## Biographie
Maxime Arvin-Berod commence le handball à Guilherand-Granges (Ardèche), puis il rejoint le Valence Handball et ensuite Montpellier où il finit sa formation.
Lors de la saison 2011-2012, Arvin-Berod a comme concurrent au poste d'ailier gauche les internationaux français Michaël Guigou et Samuel Honrubia. Mais Maxime profite des différentes blessures de ses collègues et participe à bon nombre de matchs malgré ses pépins physiques personnels.
En mars 2013, à la suite du match de Coupe de France contre Nîmes, l’ailier montpellierain se blesse très sérieusement au genou. Verdict, rupture du ligament croisé antéro-externe du genou gauche. Sa durée d’indisponibilité est alors estimée à huit mois. Avec une convalescence compliquée,
Après sa blessure, Arvin-Bérod suit le processus habituel. Il reprend la course avec le groupe sans être véritablement intégré à la préparation d'avant-saison. Il ne réintègre jamais l’effectif de Patrice Canayer. D'un commun accord avec le club, en novembre 2013, Arvin-Bérod quitte Montpellier.
En décembre 2013, le club de Valence Handball accepte de l'accueillir sans pour autant qu'il puisse jouer en match officiel. 
En avril 2014, l’ailier gauche s’engage pour deux saisons avec le Chartres MHB 28 en ProD2,.

## Statistiques
| Saison                | Club                  | Championnat           | Championnat | Championnat | Championnat | Championnat |
| Saison                | Club                  | Division              | MJ          | Tirs        | Penalty     | Total       |
| --------------------- | --------------------- | --------------------- | ----------- | ----------- | ----------- | ----------- |
| 2010-2011             | Montpellier AHB       | D1                    | 5           | 2/2         | 2/3         | 4/5         |
| 2011-2012             | Montpellier AHB       | D1                    | 22          | 36/50       | 2/2         | 38/52       |
| 2012-2013             | Montpellier AHB       | D1                    | 14          | 33/48       | 6/7         | 39/55       |
| 2013-2014             | Montpellier AHB       | D1                    | 0           | -           | -           | -           |
| Sous-total            | Sous-total            | Sous-total            | 41          | 71/100      | 10/12       | 81/112      |
| 2014-2015             | Chartres MHB 28       | D2                    | 20          | 45          | 1           | 46          |
| Total sur la carrière | Total sur la carrière | Total sur la carrière | 61          | 116         | 11          | 127         |

## Palmarès
- Championnat de France (2)
  - Champion : 2011, 2012

- Coupe de France (1)
  - Vainqueur : 2012

- Coupe de la Ligue française (2)
  - Vainqueur : 2011, 2012

- Trophée des champions (2)
  - Vainqueur : 2011, 2012